# Loyal Order of Moose

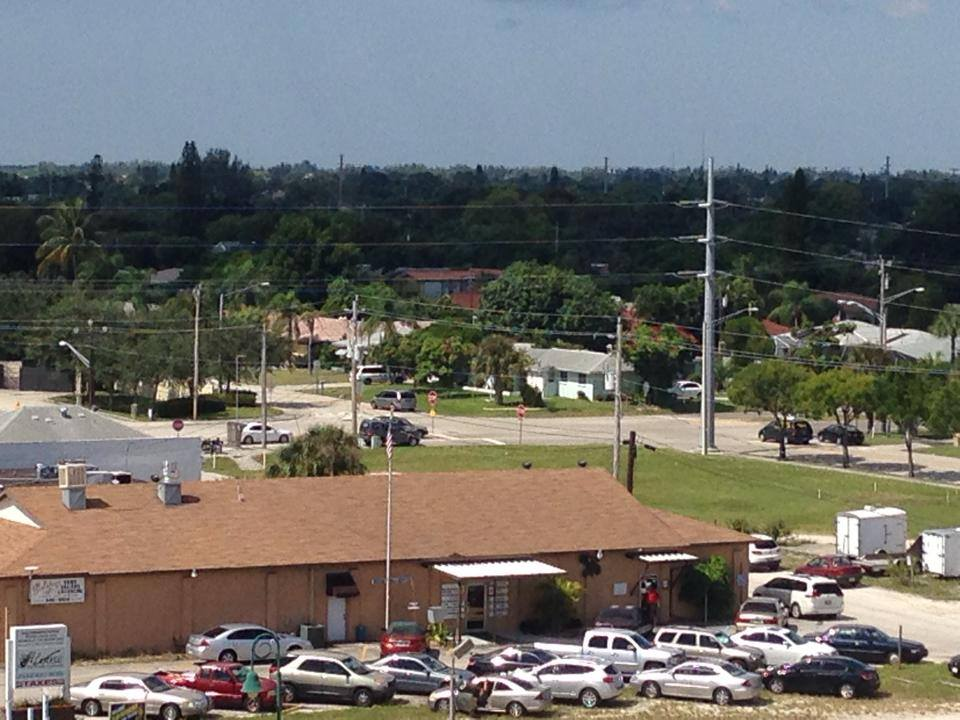
Caloosahatchee Moose Lodge 2.395 - en Cabo Coral, Florida.

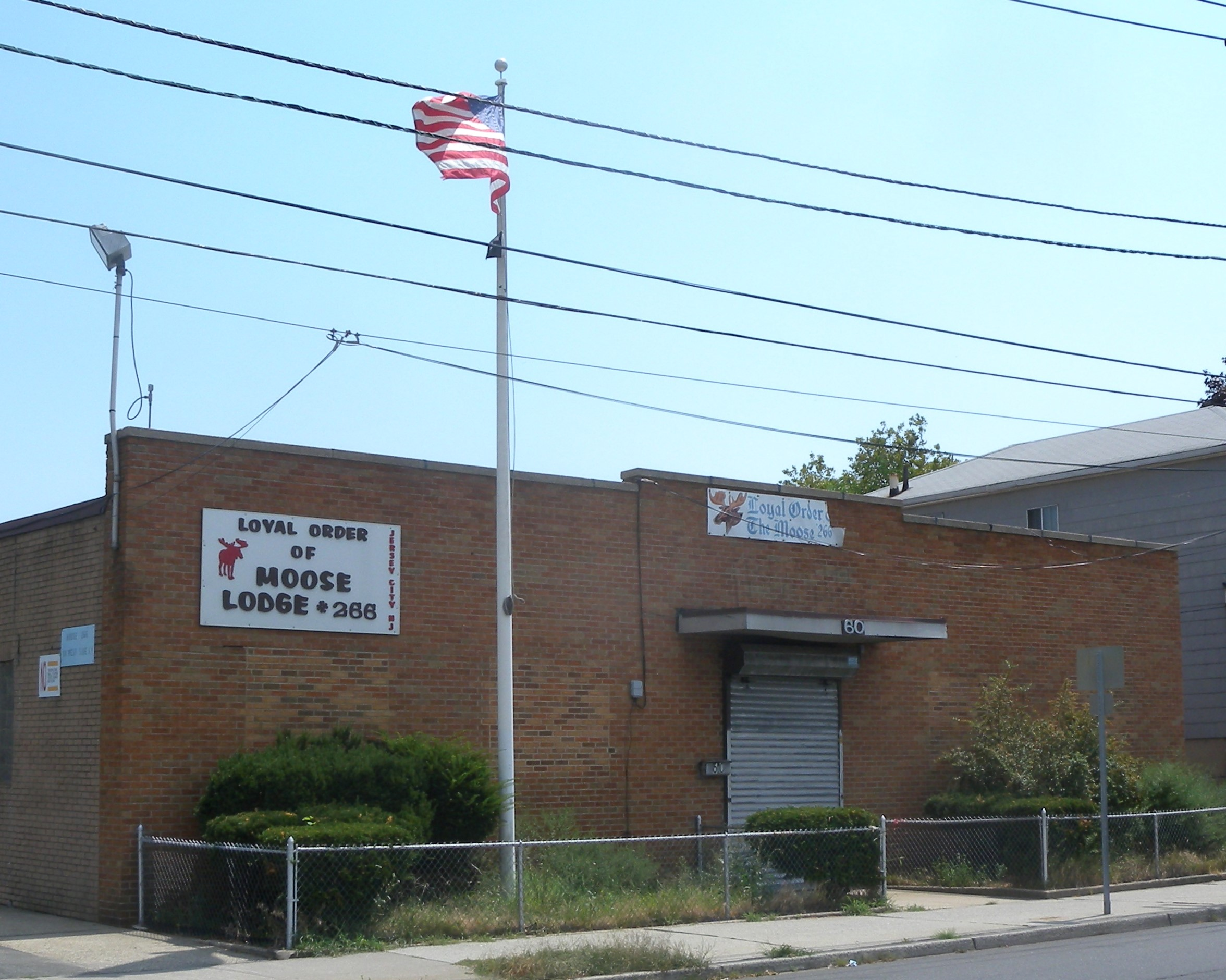
Logia 266, Jersey City, New Jersey

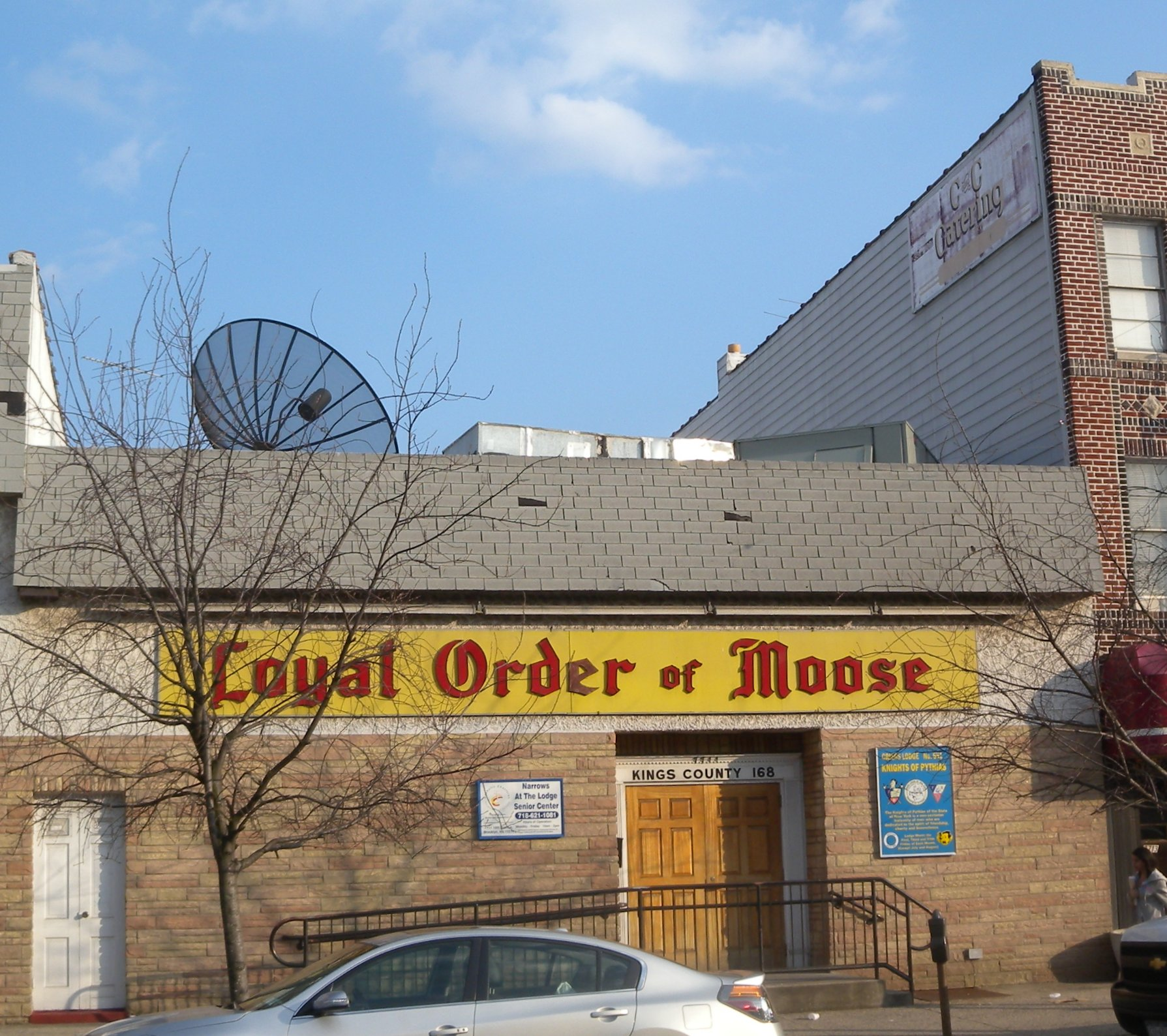
Logia 168, Brooklyn, New York

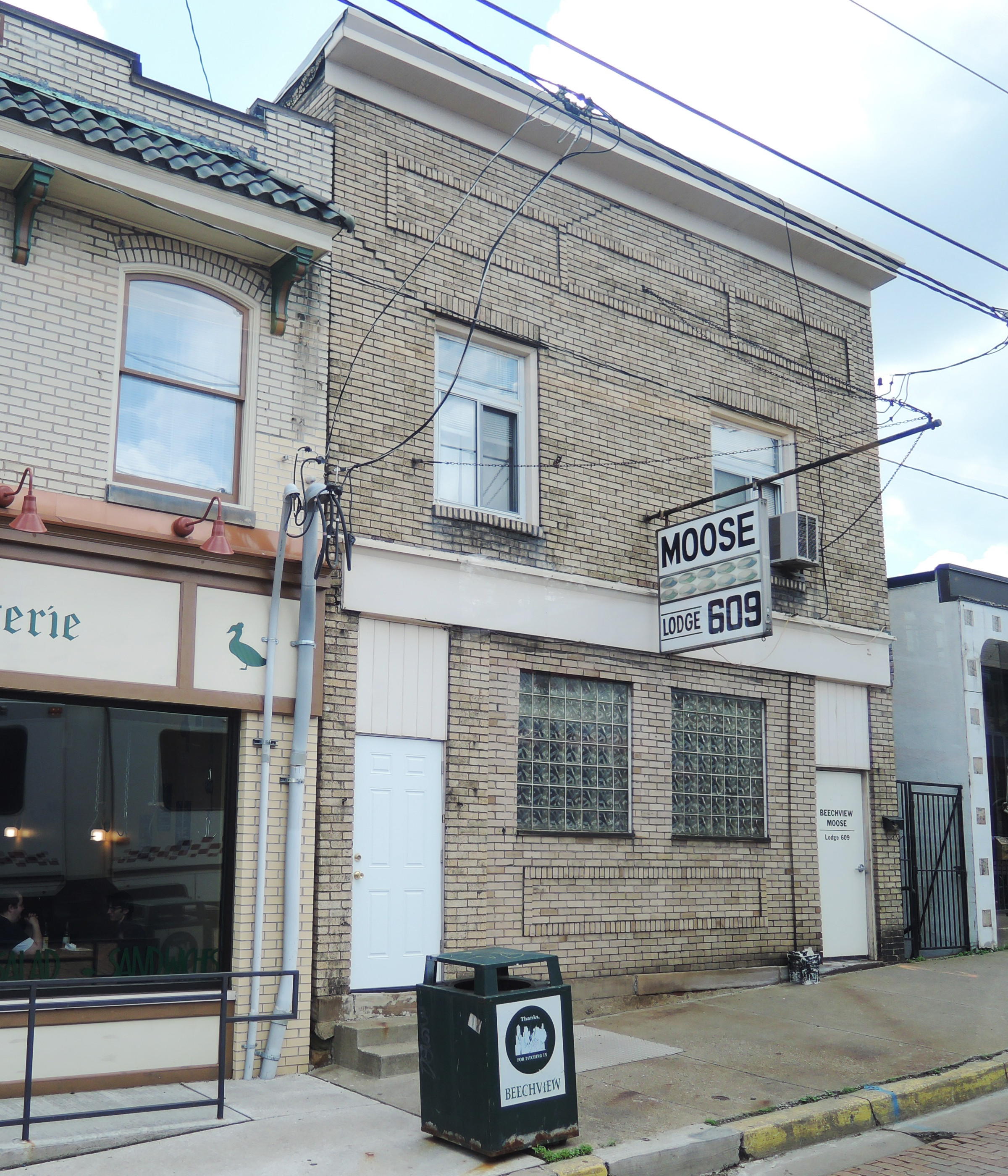
Logia 609 en Pittsburgh, Pensilvania.

Loyal Order of Moose (en español: Orden Leal de los Alces) es una organización fraternal de servicio fundada en 1888.
La asociación cuenta con cerca de un millón de miembros repartidos en aproximadamente 2.400 logias. 

## Presencia
Moose International está presente en los 50 estados de los Estados Unidos, en 4 provincias canadienses, y en las Bermudas, junto con su rama femenina, Women of the Moose (Las mujeres de Moose), que cuenta con más de 400,000 miembros en cerca de 1.600 capítulos en las mismas áreas, la Loyal Order of Moose en el Reino Unido, y varias sedes en Brasil, Argentina y Chile. Estas organizaciones forman parte de Moose International. Su cuartel general se encuentra en Mooseheart, Illinois.

## Servicios
Moose International apoya la operación Mooseheart Child City & School, una comunidad de 1,023 acres (4,14 km²) para niños y adolescentes con necesidades educativas especiales, que se encuentra 40 millas (64 km) al oeste de Chicago, y Moosehaven, una comunidad residencial de 63 acres (0,25 km²) para sus miembros jubilados cerca de Jacksonville, Florida. También, las logias Moose y sus capítulos llevan a cabo un trabajo comunitario valorado en 75 millones de dólares estadounidenses anuales (entre donativos monetarios y horas de trabajo voluntario). La asociación Moose lleva a cabo numerosos programas recreativos y deportivos, en las instalaciones locales de cada logia y/o capítulo, que son llamadas Moose Family Center o bien Moose Activity Center, en la mayoría de Estados de la Unión, y en las asociaciones provinciales.
Desde 2015 comenzó a expandirse por Sudamérica primero en Río de Janeiro y luego, desde 2017 en Santiago de Chile y Buenos Aires.

## Historia
La Orden Leal de los Alces fue fundada en la localidad de Louisville, Kentucky, en la primavera de 1888 por el Dr. John Henry Wilson. Originalmente fue creada como un club social para hombres, pero pronto varias logias fueron fundadas en Cincinnati, Ohio, St. Louis, Misuri, Crawfordsville y Frankfort, Indiana. En un principio, la orden no pudo prosperar, el Dr. Wilson estaba en descontento por este motivo y abandonó la Orden de los Alces a finales del siglo XIX. Cuando Albert C. Stevens escribió su Enciclopedia de Fraternidades por el año 1890, no fue capaz de comprobar la existencia de la orden.
A finales de 1906 la orden solo tenía dos casas de campo en Indiana. El 27 de octubre de ese mismo año, James J. Davis se convirtió en el 247.º miembro de la orden. Davis era un inmigrante galés que había emigrado a los EE. UU. para trabajar como herrero en las acerías de Pensilvania, Davis era un hábil organizador y un trabajador activo, que más tarde se convirtió en Secretario de Trabajo en la administración del presidente Warren G. Harding).
Davis se dio cuenta enseguida de que la orden podía proporcionar una red de seguridad social a sus afiliados, los cuales mayormente provenían de la clase trabajadora, en aquella época, la cuota anual por persona eran aproximadamente 10 dólares estadounidenses.
En 1906, después de dar un emocionante discurso a los siete delegados de la convención nacional de la Orden de los Alces, fue nombrado "organizador supremo" de la orden. Davis y su grupo de fieles colaboradores se dedicaron a reclutar a nuevos miembros para la orden y a establecer casas de campo en los Estados Unidos y en Canadá. Su liderazgo demostró ser muy acertado y fue gracias a sus decisiones que la Orden de los Alces alcanzó casi medio millón de miembros repartidos en 1.000 casas de campo en el año 1912.

### Mooseheart y Moosehaven
En la convención de Detroit de 1911, Davis que era entonces el director general de la Orden, recomendó que la orden debía adquirir una propiedad para construir allí un instituto o bien una escuela para los niños huérfanos. Durante meses, las ofertas vinieron y un cierto número de reuniones fueron celebradas en relación al proyecto. Se estuvo eventualmente de acuerdo en que el centro debía estar situado en algún lugar cerca de un centro de población, un lugar cercano a una vía fluvial de transporte y además el centro debía estar cerca de las vías del ferrocarril y no debía estar a más de un día de viaje de una gran ciudad. En el día 14 de diciembre de 1912, los líderes de la organización decidieron comprar una granja de 750 acres de superficie. 
La granja Brookline era una explotación agrícola lechera cerca de Batavia, Illinois. Dicha granja estaba cerca del río Fox, cerca de allí pasaban dos vías de ferrocarril y la autopista Lincoln, (que entonces estaba sin asfaltar). La dirección de la orden también deseaba comprar unos terrenos adicionales hacia el oeste y hacia el norte, dichos terrenos eran propiedad de dos familias. Ambos terrenos sumaban una superficie total de 1.023 acres.
Las negociaciones para hacer efectiva la compra tuvieron lugar en los meses de enero y febrero de 1913 y la posesión legal de la propiedad se hizo efectiva el 1 de marzo del mismo año. El nombre "Mooseheart" (Corazón de Alce) fue adoptado para la escuela a sugerencia del congresista y miembro del consejo supremo John Lentz después de una reunión conjunta del consejo supremo y los administradores que tuvo lugar el día 1 de febrero. Mooseheart fue inaugurado el 27 de julio de 1913. El vicepresidente de los Estados Unidos Thomas R.Marshall dio un discurso para la ocasión.
Aunque Mooseheart empezó siendo una escuela, pronto se convirtió en una pequeña población y en un centro de actividades, albergando el cuartel general de la orden, así como la rama femenina de la organización, Women of the Moose. La población de Mooseheart crecería hasta los 1.000 habitantes en 1920, llegando hasta los 1.300 habitantes durante los años de la Gran Depresión y descendió hasta aproximadamente 500 habitantes en 1979, cifra que era también la capacidad máxima del campus.
Además de Mooseheart, la orden también dispone de una urbanización residencial para personas jubiladas llamada Moosehaven, dicha urbanización y centro de retiro, está situada en Orange Park, Florida. Este proyecto fue inaugurado en el otoño de 1922 contando entonces con una propiedad de 26 acres de terreno y con una población de 22 personas jubiladas residentes que eran miembros de la orden. La propiedad ha crecido hasta disponer de un terreno de 63 acres con una comunidad residente de aproximadamente 400 personas.

## Organización
Los capítulos locales de la orden son las logias, los capítulos de cada estado son las asociaciones estatales y la autoridad nacional es la "logia suprema del mundo", que se reúne anualmente. En 1923 la orden tenía aproximadamente 1.669 logias. En 1966 había unas 3.500 logias repartidas por todos los estados de los Estados Unidos, en Guam, Canadá, Bermudas y en Inglaterra. En 1979 la orden tenía 36 asociaciones estatales y más de 4.000 logias. Hoy tiene 1.800 logias, en todos los 50 Estados de los Estados Unidos y en 4 provincias canadienses, así como en Bermudas y en el Reino Unido. Para referirse al conjunto de miembros de la orden, a menudo se utiliza la expresión "Moose Domain" (el dominio de los alces).

## Membresía
Hasta los años 70, la membresía en la orden estaba permitida solamente a los hombres blancos, sanos de cuerpo y mente, en buen estado con la comunidad, participando en actividades legales, capaces de hablar y escribir con fluidez el idioma inglés.
En junio de 1972 la corte suprema dictó una resolución a favor de la orden, donde decía que a la logia local de la orden de los alces en Harrisburg, Pensilvania, no se le podía negar la licencia para vender licores después de haberse negado a servir a un cliente negro.
A principios de los años 20, la orden tenía alrededor de medio millón de miembros con 32.570 personas en la Legión Mooseheart y 5.178 personas en la sección juvenil de la Orden de los Alces. 
En 1928, la organización había crecido a más de 650.000 miembros con 59.000 damas en la sección femenina de la orden. Había poco más de un millón de miembros en el año 1966. En 1979 la orden tenía cerca de 1.323.240 miembros. En 2013 la orden tenía 800.000 miembros.

## Rituales
Un importante ritual para los alces es la ceremonia de las nueve en punto, a esa hora, todos los alces dirigen sus rostros hacia Mooseheart con sus cabezas inclinadas y los brazos doblados y repiten en oración silenciosa el verso de los Sagrados Evangelios que dice lo siguiente; "Dejen que los niños se acerquen a mí. No se lo impidan, porque el Reino de los Cielos es de los que son como ellos". (Mateo 19:14) En ese mismo momento, los niños de Mooseheart se arrodillan junto a sus camas y rezan también.
Existen también los diez mandamientos. Estos empiezan con la siguiente frase: "Creerás en Dios y lo adorarás tal y como te dicte tu propia conciencia. Serás tolerante y permitirás que los demás adoren a Dios en la forma que ellos mismos crean correcta." Otros mandamientos pertenecen al ámbito del patriotismo, el servicio al prójimo, la protección de los débiles, evitar calumniar a un hermano, amar a la orden, la fidelidad y la humildad.
James David elaboró un ritual para la orden. Dicho ritual es relativamente corto, normalmente dura unos 45 minutos. El gobernador de la logia pide al sargento de armas que administre y que recuerde a los allí presentes, cuales son las obligaciones de los alces. Después se pregunta a los candidatos, sobre si ellos creen en la existencia de un Ser Supremo, y si están dispuestos a hacer un juramento con la mano izquierda sobre sus corazones y su mano derecha levantada. Entre otras cosas, el candidato está obligado a no comunicar o exponer ninguna información respecto a nada de lo que posteriormente pueda llegar a sentir, ver o experimentar en su logia respectiva, o en ninguna otra logia de la orden. En este punto, la logia lleva a cabo la ceremonia de las nueve en punto, y entonces el capellán de la logia, o bien el prelado explica cuales son los "diez mandamientos" de los alces. Acto seguido, el gobernador agarra las manos de los candidatos mientras que los miembros cantan la canción: "Blest be the tie that binds" (Bendito sea el lazo que une). Finalmente, el gobernador administra la segunda parte del ritual, los candidatos prometen apoyar a Mooseheart, Moosehaven, ayudar a sus compañeros de la orden, resolver sus disputas dentro de la orden y no formar parte de organizaciones no autorizadas. El prelado ofrece otra oración en el altar, y todos los allí presentes cantan juntos la canción: "Friendship we now extend" (Ahora extendemos la amistad).
La orden también ofrece servicios funerarios, que se otorgan a petición de la familia del difunto, cuando fallece algún miembro de la orden, así como una ceremonia del Día de los Caídos que tiene lugar cada primer domingo de mayo. El altar de la logia está cubierto con telas blancas y negras, una Biblia, y una flor. Unas cortinas son colocadas sobre la carta patente de la logia, y el prelado de la logia dirige a los miembros con sus oraciones y plegarias, mientras ellos cantan la canción: "Nearer, My God, to Thee" (Más cerca, Oh Dios, de Ti).

### Incidente Gustin-Kenny
Durante unos rituales de admisión en la Orden de los Alces tuvo lugar un incidente trágico el 24 de julio de 1913, cuando dos candidatos que deseaban unirse a la organización, Donald A. Kenny y Christopher Gustin, murieron en un incidente que sucedió durante su ceremonia de iniciación en la localidad de Birmingham, Alabama. Kenny era el presidente de la Unión Local de Chóferes y Gustin era un moldeador de hierro. Ambos hombres fueron obligados a observar un hierro candente con un emblema de la Orden. Después, estando ambos con los ojos vendados y desnudos, los marcaron con el emblema de la orden en el pecho con una goma de caucho fría, mientras, un generador eléctrico estaba sujeto a sus piernas y les fueron aplicadas descargas eléctricas a través de un cable, en los hombros. El objetivo del ritual era hacerles creer que estaban siendo marcados. Ambos hombres se desmayaron, pero sus compañeros creyeron que ambos estaban fingiendo, y es por ello que los miembros de la logia no detuvieron el rito de iniciación hasta que se hizo evidente de que ambos estaban agonizando y para entonces, el médico de la logia no pudo reanimarlos.

## Caridad y filantropía
La Orden de los Alces históricamente ha apoyado numerosas actividades caritativas y cívicas. Ha patrocinado la investigación médica sobre la distrofia muscular, la parálisis cerebral, el cáncer y la cardiología, eventualmente colaboró con la organización March of Dimes (Nacer sano). También apoyó programas para niñas y niños exploradores (escultismo).

## Orden Independiente, Benévola y Protectora de los Alces (O.I.B.P.A.)
En 1925 la Orden de los Alces presentó una demanda en contra de una organización afroamericana llamada; Orden Independiente, Benévola y Protectora de los Alces. Intentaron obtener un mandato legal para prohibirles usar el nombre, los rituales, los emblemas y los títulos de la orden de los Alces. La Corte de Apelaciones de Nueva York prohibió a la organización afroamericana la utilización del nombre "Alces", pero dejó que continuaran usando los mismos títulos fraternales y sus colores. La Orden Independiente, Benévola y Protectora de los Alces, era una orden exclusiva para mujeres.

## Objeciones religiosas
En 1966 la Iglesia Luterana Sínodo de Misuri y la Iglesia Luterana Sínodo de Wisconsin prohibieron a sus miembros la afiliación a la Orden Leal de los Alces. La Iglesia católica, nunca ha limitado a sus miembros la pertenencia a la Orden de los Alces, a pesar de haber condenado a organizaciones similares, como a la francmasonería debido a sus juramentos y a los rituales que realizan dichas organizaciones.

## Miembros notables de la Orden de los Alces

### Presidentes
- Warren G. Harding - Presidente de los Estados Unidos - Marion, Ohio. Logia 889[19]
- Franklin D. Roosevelt - Ciudad de Nueva York, Estado de Nueva York - Presidente de EE. UU. Logia 15[19]
- Theodore Roosevelt - Presidente de EE. UU.[19]
- Harry S. Truman - Presidente de EE. UU.[19]

### Políticos
- Evan Bayh - Gobernador de Indiana y Senador de los Estados Unidos - Elkhart, Indiana. Logia 599[19]
- Robert C. Byrd - Senador de EE. UU. - Beckley, Virginia Occidental: Logia 1606[19]
- Tom Corbett - Gobernador de Pensilvania - Pittsburgh, Pensilvania: Logia 2699[19]
- Richard J. Daley - Alcalde de Chicago 1955-1976 - Chicago, Illinois: Logia 3[19]
- Joe Manchin - Senador de EE. UU. Charleston, Virginia Occidental: Logia 1444[19]
- Butch Otter - Gobernador del Estado de Idaho 2007- Boise, Idaho: Logia 337[19]
- Tommy Thompson - Jefe del Departamento de Salud y Servicios Sociales de los Estados Unidos - Condado de Juneau, Wisconsin: Logia 1913[19]
- Earl Warren - Presidente de la Corte Suprema de los EE. UU. Tribunal Supremo - Oakland, California: Logia 324[19]

### Artistas
- Bud Abbott & Lou Costello, Artistas de televisión y radiodifusión - Atlantic City, Nueva Jersey: Logia 216[19]
- Ernest Borgnine - Actor ganador de un Óscar. Estado de Oregón: Logia 2238[19]
- Charles Chaplin - Director y Productor de Películas de Cine - Los Ángeles, California: Logia 134[19]
- Harry Cording - Actor cinematográfico - Van Nuys, California: Logia 306
- Erik Estrada - Actor Televisivo; Portavoz Nacional de la fundación Safe Surfin' USA. - Bedford, Virginia: Logia 1897[19]
- Dr. Ralph Stanley - Artista musical - Dinwiddle, Virginia: Logia 1993[19]
- Ralph Stanley II - Artista musical - Dinwiddle, Virginia: Logia 1993[19]
- James Stewart - Actor ganador de un Óscar - Indiana, Pensilvania: Logia 174[19]
- Danny Thomas - Artista dedicado al entretenimiento - Indianápolis, Indiana: Logia 17[19]
- Darryl Worley - Cantante de música country - Savannah, Tenesse: Logia 1918[19]

### Atletas
- Ed Beard  - Linebacker de los San Francisco 49ers - Norfolk, Virginia: Logia 464[19]
- Raymond Berry - Jugador de Fútbol Americano de la National Football League. Miembro del Salón de la Fama del Fútbol Americano profesional, Jugador de los Potros de Baltimore y entrenador deportivo de los Patriotas de Nueva Inglaterra - Condado de Montgomery, Virginia: Logia 1470[19]
- Larry Bird - Miembro del Salón de la Fama del Baloncesto Condado de Orange, Indiana: Logia 2530[19]
- Walter Blum - Miembro del Salón de la Fama de la Hípica. Jinete profesional con 4,382 victorias. Lauderdale Lakes, Florida: Logia 2267[19]
- Manute Bol - Jugador de Baloncesto de la NBA. El segundo jugador de mayor estatura que ha jugado en la NBA - Chicopee, Massachusetts: Logia 1849[19]
- Jason Couch - Miembro del Salón de la Fama de los Jugadores de Bowling - Condado de Lake, Florida: Logia 1615[19]
- Jack Ham - Miembro del Salón de la Fama de la NFL. Linebacker de los Acereros de Pittsburgh - Indiana, Pensilvania: Logia 174[19]
- Woody Hayes - Entrenador de Fútbol Americano de la Universidad Estatal de Ohio - Columbus, Ohio: Logia 11[19]
- Ted Hendricks - Miembro del Salón de la Fama de la NFL. Linebacker - Hialeah, Florida: Logia 1074[19]
- Bob Huggins - Entrenador de Baloncesto estadounidense - Charleston, Virginia Occidental: Logia 1444[19]
- Pete Johnson - Jugador de fútbol americano de la Universidad Estatal de Ohio y de los Tigres de Bengala de Cincinnati - Gahanna, Ohio: Logia 2463[19]
- Jerry Lucas - Miembro del Salón de la Fama del Baloncesto, Rookie del Año de la NBA 1964; Deportista del Año 1961 en la revista Sports Illustrated; Tres veces Jugador del año de la Big Ten Conference - Bucyrus, Ohio: Logia 669[19]
- Rocky Marciano - Boxeador[19]
- Billy Martin - Jugador de béisbol, Mánager deportivo - Oakland, California: Logia 324[19]
- Zach Miller - Jugador de fútbol americano - Mooseheart, Illinois: Logia 2655[19]
- Arnold Palmer - Jugador de golf  - Greensburg, Pensilvania: Logia 1151[19]
- Cal Ripken Sr. - Mánager de béisbol - Aberdeen, Maryland: Logia 1450[19]
- Gale Sayers - Miembro del Salón de la Fama de la NFL- Elkhart, Indiana: Logia 599[19]
- Billy Sims - Ganador del Trofeo Heisman en 1978; Jugador de Fútbol americano con el equipo de la Universidad de Oklahoma entre los años 1975 y 1979. Jugador de los Leones de Detroit entre los años 1980 y 1984, Miembro del Salón de la Fama del Fútbol americano universitario - Grand Rapids, Míchigan: Logia 50[19]
- Bill "Moose" Skowron - Jugador de Béisbol (1954-1967) - River Park, Illinois: Logia 2578[19]
- Bill Stewart - Entrenador de Fútbol americano de la Universidad de Virginia Occidental - New Martinsville, Virginia Occidental: Logia 931[19]
- Tony Stewart - Piloto de carreras de la NASCAR - Columbus, Indiana: Logia 398[19]
- Gene Tunney - Boxeador - Cincinnati, Ohio: Logia 2[19]
- Bill Veeck - Propietario de varios equipos de Béisbol - Chicago, Illinois: Logia 3[19]
- Honus Wagner - Jugador de Béisbol, Miembro del Salón de la Fama del Béisbol - Pittsburgh, Pensilvania: Logia 46[19]
- Donnell Woolford - Jugador de Fútbol americano del equipo de los Osos de Chicago - Batavia, Illinois: Logia 682[19]

### Otros miembros notables
- Eugene Cernan - Astronauta - Bellwood, Illinois: Logia 777[19]
- Jean Davidson - Autora y nieta de Walter Davidson, miembro cofundador de la empresa fabricante de las motocicletas Harley-Davidson - Mooseheart, Illinois: Capítulo 3001[19]
- Henry Ford - Inventor de la producción en cadena de automóviles - Detroit, Míchigan: Logia 160[19]
- Virgil I. Grissom – Astronauta: Warwick, Virginia: Logia 1711[19]
- Darell Hammond - Fundador y Jefe de la empresa KaBOOM! Inc. - Constructor de patios en todo el mundo y ex-alumno del Instituto Mooseheart (promoción de 1989) - Batavia, Illinois: Logia 682[19]
- Teniente Coronel Edward A. Silk - ex-alumno de Mooseheart (promoción de 1935); Ganador de la Medalla de Honor en la Segunda Guerra Mundial - Johnstown, Pensilvania: Logia 48[19]